# Osełka (szczyt)
Osełka (niem. Wetzelberg) – niewielki szczyt w zachodniej części Grzbietu Wschodniego w Górach Kaczawskich, położony na południowy zachód od Żeleźniaka, od zachodu łączy się z Miłkiem. Na południe od wzniesienia leży wieś Mysłów.
Na szczycie niewielkie skałki.
Zbudowana jest ze staropaleozoicznych skał metamorficznych – pochodzenia wulkanicznego – zieleńców i łupków zieleńcowych oraz pochodzenia osadowego – fyllitów, łupków albitowo-serycytowych i kwarcowo-serycytowych (łupków radzimowickich), a także marmurów (wapieni krystalicznych – zarówno kalcytowych jak i dolomitowych), czyli skał należących do metamorfiku kaczawskiego. Marmury były wydobywane w opuszczonych obecnie kamieniołomach. Poniżej Osełki, w Mysłowie, stoi do dziś dawny wapiennik.
Szczyt porośnięty lasem świerkowym, poniżej rozciągają się łąki.